# نجيب محفوظ يتذكر (كتاب)
 نجيب محفوظ يتذكر  هي رواية من تأليف أ. جمال الغيطاني.

## فكرة الرواية
هذا الكتاب محصلة حوارات طويلة جرت بين جمال الغيطاني الروائي المعروف ورئيس تحريرة جريدة "أخبار الأدب"، بعضها جرى منذ زمن طويل، ومحصلة جلسات طويلة منتظمة استغرقت ساعات طويلة. وقد صاغها الغيطاني دون أي تدخل ما عدا حذف الأسئلة.